# Oskar Jäger
Emil Friedrich Oskar Jäger (ur. 26 października 1830 w Stuttgarcie, zm. 2 marca 1910 w Bonn) – niemiecki historyk i pedagog.
Był synem Georga Friedricha Jägera. Studiował teologię, następnie filologię na Uniwersytecie w Tybindze. Po studiach pracował jako guwerner. Później był nauczycielem w Stuttgarcie i Ulm. W 1865 został dyrektorem Friedrich-Wilhelm-Gymnasium w Kolonii.
W 1901 otrzymał tytuł honorowy profesora pedagogiki Uniwersytetu w Bonn.

## Dzieła
- John Wyclif und seine Bedeutung für die Reformation, 1854
- Geschichte der Römer, 1861
- Geschichte der Griechen, 1866
- Die Punischen Kriege, 1869-70
- Weltgeschichte, 1887–1881
- Didaktik und Methodik des Geschichtsunterrichts, 1895